# نموذج الابتكار الجماعي الخاص
نموذج الابتكار الجماعي الخاص حسب إريك فون هيبل وجورج فون كروغ في كتابهم عام 2003 عن العلم التنظيمي: Organization Science  يمثل مزيجًا بين نموذج الاستثمار الخاص ونموذج ابتكار العمل الجماعي.
وفي نموذج الاستثمار الخاص تعود الأموال المناسبة للمبتكرين من الابتكارات من خلال حقوق الملكية الفكرية مثل براءات الاختراع أو حقوق النشر أو الرُخص أو الأسرار التجارية. ويقلل أي انتشار للمعرفة من فوائد المبتكر، وبالتالي لا تكون المعرفة المكشوفة بحرية في مصلحة المبتكر.
كما يشرح العمل الجماعي خلق المنافع العامة التي يتم تعريفها بواسطة عدم تنافس الفوائد والوصول غير المستبعد للمنفعة. وفي هذه الحالة، لا يستفيد المبدعون أكثر من أي أحد آخر لا يستثمر في الصالح العام، وبالتالي تحدث مشكلة الراكب الحر. واستجابة لهذه المشكلة، يجب توزيع تكلفة الابتكار وبالتالي استثمار الحكومة عادة في المنافع العامة من خلال التمويل العام.
وكمزيج لهذين النموذجين، يشرح نموذج الابتكار الجماعي الخاص خلق المنافع العامة من خلال التمويل من القطاع الخاص. ويستند هذا النموذج على افتراض أن المبتكرين الذين يخلقون بشكل خاص المنافع العامة يستفيدون بشكل أكبر من الراكب الحر الذي لا يستهلك إلا المنفعة العامة. وبينما تكون نتيجة هذا الاستثمار متاحة بالتساوي للجميع، فإن المبتكرون يستفيدون من خلال عملية خلق المنفعة العامة. ولذلك، يحدث الابتكار الجماعي الخاص عندما تتجاوز المكافآت المرتبطة بالعملية تكاليفها.
وقد تتبعت دراسة معملية  عملية البدء في الابتكار الجماعي الخاص لاتخاذ أول قرار لتبادل المعارف في لعبة من شخصين مع توازنات متعددة. وتشير النتائج إلى الضعف: عندما يواجه الأفراد تكاليف الفرصة لتبادل معرفتهم مع الآخرين فينصرفون سريعًا عن النتيجة الأمثل اجتماعيًا للتبادل المشترك. كما أن لتكاليف فرصة «اللاعب الثاني»، الشخص الثاني الذي يقرر التبادل من عدمه، تأثير (سلبي) على تبادل المعرفة أكبر من تكاليف فرصة الشخص الأول الذي عليه اتخاذ القرار. وعمومًا، لاحظت الدراسة أيضًا السلوك المتبادل في المواقف التي لا يُتوقع فيها حدوث شيء.
ويوضح العمل الأخير  أن المشروع لن «يكشف» ما لم تكن الحوافز المناسبة في مكانها الصحيح للمبدعين للمساهمة بمعرفتهم من أجل الابتكار من البداية. ويستكشف المقال  التفضيلات الاجتماعية في بداية الابتكار الجماعي الخاص. فقد أجرى دراسة محاكاة تلقي الضوء على كيفية تأثير كراهية عدم المساواة والمعاملة بالمثل والإنصاف على الظروف الكامنة التي تؤدي إلى البدء في الابتكار الجماعي الخاص.
وبينما تسعى الشركات بشكل متزايد إلى التعاون مع الأفراد والمنظمات الخارجية للاستفادة من أفكارهم للمنتجات والخدمات جديدة، وتُعد الآليات التي تحفز المبتكرين إلى «المشاركة» آليات حاسمة في تحقيق الفوائد من الابتكار المفتوح.

## مثال: تطوير البرمجيات الحرة والمفتوحة المصدر
إن تطوير البرمجيات المفتوحة المصدر / البرمجيات الحرة (لذا تُعرف باسم البرمجيات الحرة والمفتوحة المصدر - FLOSS) هو أبرز مثال على الابتكار الجماعي الخاص. وبحكم التعريف، تمثل البرمجيات الحرة والمفتوحة المصدر منفعة عامة. فهي غير منافسة لأن نسخ وتوزيع البرمجيات لا يقلل من قيمتها. كما أنها غير مستبعدة لأن رُخص البرمجيات الحرة والمفتوحة المصدر تمكن الجميع من استخدام البرمجيات وتغييرها وإعادة توزيعها دون أي قيود.
وبينما يتم إنشاء البرمجيات الحرة والمفتوحة المصدر من قبل العديد من الأفراد المتطوعين دون مقابل مادي، فقد تبين أن  شركات التكنولوجيا تستثمر بشكل كبير في تطوير البرمجيات الحرة والمفتوحة المصدر. وهذه الشركات تنشر البرمجيات التي كانت محتكرة سابقًا بموجب تراخيص البرمجيات الحرة والمفتوحة المصدر، كما أنها توظف المبرمجين للعمل في مشاريع البرمجيات الحرة التي أُنشئت وتمويل الشركات الريادية لتطوير ميزات معينة. وبهذه الطريقة، تستثمر الكيانات الخاصة في خلق المنافع العامة.